# J.P.L. Hendriks
Johannes Petrus Leonardus Hendriks (Rotterdam, 27 augustus 1895 – 8 augustus 1975), doorgaans J.P.L. Hendriks genoemd, was een Nederlandse architect.

## Jeugd, opleiding en carrière
Na zijn opleiding aan de Ambachtsschool volgde hij van 1918 tot 1923 de avond- en dagcursus aan de Academie van Beeldende Kunsten en Technische Wetenschappen te Rotterdam.
Tijdens zijn studie was hij werkzaam bij het bureau Meischke en Schmidt en bij de architect P.G. Buskens. In 1920 en 1923 maakte hij een studiereis naar Duitsland en Italië. Hier maakte hij diverse reisschetsen die bewaard zijn gebleven.

## Prijzen en waardering
In 1924 won hij de Prix de Rome met zijn ontwerp voor een religieus complex. Voor zijn ontwerp kreeg Hendriks een gouden medaille en een stipendium van de Nederlandse Regering voor een vierjarige studiereis door Europa en Noord-Afrika.
Hendriks nam ook met succes deel aan andere prijsvragen, waaronder de jaarlijks uitgeschreven prijsvragen van de Vereniging 'Bouwkunst en Vriendschap' te Rotterdam en diverse gemeentelijke prijsvragen.
Zijn ontwerp voor een watertoren in Wassenaar, gehonoreerd met een eerste prijs, is uitgevoerd. De watertoren werd in september 1990 gesloopt.
Zijn ontwerp voor een monument in Rotterdam voor G.J. de Jongh, bij leven Directeur van Gemeentewerken van Rotterdam van 1879-1910, werd vanwege de slechte financiële situatie van de gemeente Rotterdam niet uitgevoerd. Niettemin was zijn ontwerp gekozen uit een aantal van 2011 inzendingen: 80 uit Nederland, 94 uit Duitsland en 27 uit Frankrijk.
Zijn appartementencomplex uit 1939 op de hoek van de Rochussenstraat en de 's Gravendijkwal in Rotterdam, dat tegenwoordig bekendstaat als Tunnelzicht, is inmiddels een gemeentelijk monument.

## Hendriks, Van der Sluys & Van den Bosch
In 1939 richtte Hendriks het architectenbureau Hendriks, Van der Sluys & Van den Bosch op. Van der Sluys was meewerkend architect, geen directielid. Het kantoor was gevestigd aan de Heemraadssingel 28a, te Rotterdam.
Na de Tweede Wereldoorlog kregen zij veel opdrachten in het kader van de Wederopbouw. Uitbreiding was noodzakelijk.
In 1953 ging het bureau samenwerken met Jac.P. Dessing (1880-1966) uit Gouda. De associatie 'Dessing, Hendriks, Van den Bosch' had haar vestiging in Gouda.
In 1955 verliet J.P.L. Hendriks dit bureau, hij bleef wel aan het Rotterdamse bureau verbonden. In 1956 ging Van den Bosch, zonder J.P.L. Hendriks, een maatschap aan met Jan Hendriks (1925), met een bureau in Nijmegen. In 1960 verliet J.P.L. Hendriks ook het Rotterdamse bureau.

## Stijl
In het werk van Hendriks zijn invloeden van zowel het modernisme als het traditionalisme te herkennen. In zijn vroege ontwerpen is de stijl van Frank Lloyd Wright duidelijk aanwijsbaar. Het werk van Hendriks kan niet vernieuwend worden genoemd, eerder was hij een navolger van stijlen. Het meest kenmerkende van al zijn ontwerpen, modernistisch en traditionalistisch, is het sobere karakter. Hendriks confirmeerde zich aan de rooms katholieke stroming in de bouwwereld.
Een bekend en nog steeds bestaand voorbeeld is de Rooms-Katholieke begraafplaats Crooswijk, te Rotterdam (nu R.K. Begraafplaats en Crematorium St. Laurentius). Karakteristiek aan dit ontwerp is de sobere stijl. Hij laat hier echter het strenge, gesloten karakter van het gebouw opleven met één enkel decoratief element.
J.P.L. Hendriks was een veelzijdig architect. Naast de onderstaande gebouwen behoren ook utiliteitsgebouwen, scheepsinterieurs en meubelstukken tot zijn oeuvre.

## Belangrijkste werken
Tot Hendriks' belangrijkste werken behoren:
| Bouw      | Naam                                                 | Plaats                   | Bijzonderheden                    | Afbeelding                                    |
| --------- | ---------------------------------------------------- | ------------------------ | --------------------------------- | --------------------------------------------- |
| 1920-1922 | HH. Laurentius- en Elisabethkathedraal               | Rotterdam                | Hoofdarchitect: Piet Buskens      | ElisabethKerk                                 |
| 1928      | Sint-Annakerk                                        | Amstelveen               |                                   | Amsterdamseweg 22, Amstelveen                 |
| 1928      | Watertoren                                           | Eind Hazelaan, Wassenaar | Opgeblazen 21 sept. 1990          |                                               |
| 1931      | Onze-Lieve-Vrouw van de berg Karmelkerk              | Aalsmeer                 |                                   |                                               |
| 1934      | Rooms Katholieke Ambachtsschool St. Joseph           | Rotterdam                | Ontworpen i.s.m. H.C.M. van Beers |                                               |
| 1934      | Ingang Rooms-katholieke begraafplaats St. Laurentius | Rotterdam                |                                   | Rotterdam nieuwcrooswijk poortgebouw          |
| 1937-1950 | Minervahuis                                          | Rotterdam                |                                   |                                               |
| Jaren 50  | Meerdere flatgebouwen en winkelpanden                | Rotterdam                |                                   |                                               |
| 1955      | Sint-Liduinakerk                                     | Hillegersberg            |                                   |                                               |
| 1955      | Thalia (bioscoop)                                    | Rotterdam                |                                   | Rotterdam kruiskade Thalia                    |
| 1957      | Petrus en Pauluskerk                                 | Breda                    | Gesloopt in 2003                  | Overzicht noordgevel - Breda - 20330574 - RCE |
| 1960-1962 | Goede Herderkerk                                     | Voorburg                 |                                   |                                               |
| 1965-1966 | Antoniuskerk (Leiden)                                | Leiden                   |                                   |                                               |
| 1966      | Kerk O.L.V. Onbevlekt Ontvangen                      | Delft                    |                                   | Delft - OLV Onbevlekt Ontvangen Kerk          |